# Lasioglossum rhytidophorum
Lasioglossum rhytidophorum är en biart som först beskrevs av Jesus Santiago Moure 1956.  Lasioglossum rhytidophorum ingår i släktet smalbin, och familjen vägbin. Inga underarter finns listade i Catalogue of Life.